# François du Bellay
Pour les autres membres de la famille, voir Famille du Bellay.
François du Bellay (1502-1553), est un chevalier, comte de Tonnerre, sire du Bois-Thibault, militaire français du XVIe siècle.

## Biographie
François du Bellay nait en 1502[réf. nécessaire]. Il est le fils de René Ier du Bellay et de Marquise de Laval. Il est le frère d'Eustache du Bellay, évêque de Paris et doyen commendataire de l'abbaye de Saint-Maur (1551-1563).
Il sert à partir de 1529 comme homme d'armes dans la compagnie d'ordonnance du comte de Daillon et depuis 1534 il est gentilhomme de la maison du roi François Ier.
Il épouse en 1538 Louise de Clermont, fille de Bernardin de Clermont et d'Anne de Husson, dame de Tonnerre, dont un fils, François-Henry, à qui son grand-oncle, Louis du Bellay, lègue ses acquêts et conquêts.[réf. nécessaire]
François du Bellay devient au commencement du règne d'Henri II, gouverneur de Compiègne. Il reçoit en 1552 des lettres d'Henri II lui confiant le commandement des nobles de l'arrière-ban du bailliage de Sens. Comme seigneur du Bois-Thibault, il lui est rendu pendant les années 1543 à 1545 diverses déclarations féodales où il est qualifié de « chevalier, comte de Tonnerre, baron de la Forest, seigneur des terres et seigneuries du Boisthibault, Tessé et le Hazay ».

### Mort et succession
François du Bellay meurt au château de Saint-Maur-des-Fossés, le 30 novembre 1553, après avoir, dans son testament du 28 octobre précédent, donné pour curateur à son fils Louis IV de Bueil, comte de Sancerre et défendu toute pompe à ses funérailles.
Eustache du Bellay reçoit la succession de son neveu, François et substitue la seigneurie du Bellay à l'un de ses autres neveux René. C'est lui qui, en sa qualité d'aîné, prend sur lui de soutenir contre Antoine de Crussol et Louise de Clermont, le procès relatif à la succession de son neveu François-Henri.
« Le jeune François du Bellay, alors âgé d'une quinzaine d'années, était, sous la tutelle de son curateur, seigneur du Bois-Thibault en même temps que des autres terres composant la succession paternelle. Mais il meurt peu de temps après, et Louise de Clermont ne tarde pas à convoler avec Antoine de Crussol, duc d'Uzès. La succession de ce mineur qui n'en était pas moins, au moment de son décès, l'aîné de sa maison, donna lieu, entre sa mère d'une part et ses oncles paternels de l'autre, à un long procès qui ne devait prendre fin qu'en 1565. »